# Kallajärvi (sjö i Enontekis, Lappland, Finland, den norra)
Kallajärvi och Kallajärvi, eller Kavajärvet är sjöar i Finland. De ligger i kommunen Enontekis i landskapet Lappland, i den norra delen av landet, 900 km norr om huvudstaden Helsingfors. Kallajärvi ligger 396 meter över havet. Omgivningarna runt Kallajärvi är i huvudsak ett öppet busklandskap. Arean är 27,7 hektar och strandlinjen är 2,63 kilometer lång. Sjön  ingår i Kemi älvs huvudavrinningsområde. 